# Ubi periculum

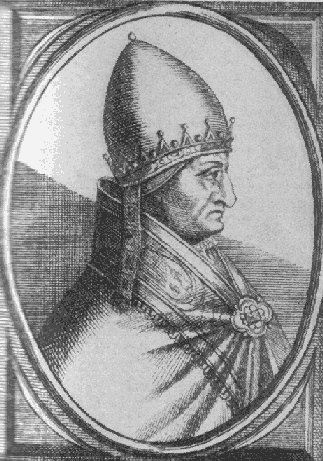
Papa Gregório X, criador da Ubi periculum.

Ubi periculum (do latim: Em caso de perigo) é um documento promulgado pelo Papa Gregório X no Segundo Concílio de Lyon em 1274 que estabeleceu o conclave papal como método de seleção de um Papa. Na Ubi periculum se formalizou a tática que fora adotada pelos magistrados de Viterbo contra os cardeais durante a prolongada Eleição papal de 1268–1271. 
Os historiadores sugerem que o estado anterior de não-cardeal de Gregório X o levou a adotar uma política em que se destacam os interesses do Colégio dos Cardeais. O objetivo de Ubi periculum era limitar as manobras estratégicas dentro das eleições para produzir resultados mais rapidamente, reduzindo assim o número de Cismas e eleições disputadas.
Ubi periculum também copia os procedimentos da eleição da Constituição Dominicana de 1228, assim como dos municípios de Veneza (1229) e Piacenza (1233).
As novas normas eleitorais limitaram a cada cardeal dois serventes, foram impedidos de sair ou comunicarem-se com o mundo exterior e restringiu-se o cardápio de refeições de forma progressiva nos quarto e nono dias. Estas regras foram com frequência deixadas de lado e às vezes suprimidas por completo nos conclaves que seguiram durante os séculos seguintes.
Ainda que a primeira eleição depois de Ubi periculum observa suas regras e em só um dia foi eleito o Papa, sua aplicação foi suspensa e as eleições de agosto-setembro de 1276, 1277, 1280-81, 1285, 1287-88 e 1292-94 foram longas e prolongadas devido a essa suspensão. O Papa Celestino V (outro não-cardeal) restabeleceu a lei do conclave.

## Ligação externa
- «Ubi periculum» (PDF) (em latim)